# Станев, Радостин
Радостин Любомиров Станев (болг. Радостин Любомиров Станев; род. 11 июля 1975, Варна) — болгарский футболист, вратарь, ныне тренер вратарей.

## Карьера
Профессиональную карьеру начал в клубе из своего родного города «Спартак» (Варна), выступающего в Чемпионате Болгарии, затем выступал за клубы из столицы ЦСКА (София) и «Локомотив» (София).
В 2002-м году перешёл в клуб «Легия» из Варшавы, выступающий в Экстраклассе. Во время выступлений за польский клуб он конкурировал за место в стартовом составе с такими голкиперами как Артур Боруц и Войцех Ковалевски.
В 2003-м году Станев подписал контракт на выгодных условиях с ярославским «Шинником», но частые травмы помешали карьере болгарского голкипера в Российской Премьер-лиги.
В 2004-м он перешёл в румынский клуб «Прогресул» из Бухареста, за который отыграл несколько сезонов.
В 2007-м присоединился к «Арису» из города Лимасол, выступающему в чемпионате Кипра.
В 2008-м вернулся на родину, где продолжил выступления сначала за свой первый клуб «Спартак» из Варны, а затем за «Локомотив» из Мездры.
После завершения карьеры игрока Радостин перешёл на тренерскую работу. Он успел поработать тренером вратарей в нескольких болгарских клубах.

## Достижения
- Бронзовый призёр Чемпионата Болгарии 1997/1998
- Победитель Чемпионата Польши 2001/2002
- Обладатель Кубка польской лиги 2002
- Финалист Кубка Румынии 2005/2006